# الکساندرا، بخش پایوترکاو
الکساندرا، بخش پایوترکاو (به لاتین: Aleksandrów, Piotrków County) یک منطقهٔ مسکونی در لهستان است که در Gmina Aleksandrów, Łódź Voivodeship واقع شده‌است.

## خصوصیات
الکساندرا ۵۰۰ نفر جمعیت دارد.